# Jerry Hoyt
Jerry Hoyt (ur. 29 stycznia 1929 w Chicago, zm. 10 lipca 1955 w Oklahoma City) – amerykański kierowca wyścigowy, uczestniczący głównie w narodowych wyścigach Stanów Zjednoczonych. Zmarł w 1955 w Oklahoma City podczas sprintu.

## Starty w Indianapolis 500
| Rok  | Nr | Start. | Msc. | Okr. | Lider | Uwagi         |
| ---- | -- | ------ | ---- | ---- | ----- | ------------- |
| 1950 | 81 | 15     | 31   | 125  | 0     |               |
| 1953 | 55 | 7      | 23   | 107  | 0     | przegrzanie   |
| 1954 | 99 | 30     | 26   | 130  | 0     | silnik        |
| 1955 | 23 | 1      | 31   | 40   | 0     | wycieki oleju |